# Diar Khodro
Diar Khodro ist ein iranischer Hersteller von Kraftfahrzeugen.

## Geschichte
Das Unternehmen wurde 1999 in Teheran gegründet. Zunächst entstanden Karosserieteile. 2004 begann die Produktion von Automobilen und Nutzfahrzeugen nach Lizenz von Great Wall Motor. Der Markenname lautet Diar.

## Fahrzeuge
Im Angebot stehen Pick-ups und SUVs. Der CC 6470 by Safe hat fünf Sitze und der CC 6500 S Sing sieben Sitze. Ein Motor mit 2300 cm³ Hubraum und 76 kW Leistung treibt die Fahrzeuge an.
Das Unternehmen nennt außerdem das Modell Sabrina mit Elektromotor.